# Исаково (Медынский район)
Исаково — деревня в Медынском районе Калужской области Российской Федерации. Входит в сельское поселение «Деревня Варваровка».

## Физико-географическое положение
Находится на Смоленско-Московской возвышенности Восточно-Европейской равнины на берегу реки Дынка.

## Население
| 2002 | 2010 |
| ---- | ---- |
| 1    | ↘0   |

## История
- 1774 год: Исакова — сельцо Боровского уезда Московской провинции Московской губернии.
- 1785 год: Исаково — сельцо с пустошами, Василия Ивановича Богданова, по обе стороны реки Дынка, при сельце пруд, мельница на одной подставе, деревянный господский дом. 20 дворов, 183 жителей женского и мужского пола, 1117 десятин и 2228 саженей земли[3].
- 1863 год: Исаково — владельческое сельцо при речке Дынке, 2-го стана Медынского уезда Калужской губернии, по левую сторону тракта Медынь—Верея. В нём — 51 двор, 423 жителя [4][5].
- 1897 год: Исакова — деревня Топоринской волости, 3-го стана, 2-го земского участка, 2-го участка земского следователя, Медынского уезда Калужской губернии. В ней 401 житель[6].
- 1914 год: Исаково — сельцо Топоринской волости, в нём 413 жителей, земская школа[7].

В начале июня 1942 года в район Исаково выдвигаются части 160-й стрелковой дивизии для преодоления сопротивления противника на рубеже Гиреево—Шанский Завод.

## Инфраструктура
На территории деревни находится СНТ «Берёзка».